# جوزفين ريتشاردز ويست
جوزفين ريتشاردز ويست (بالإنجليزية: Josephine Richards West)‏ هي سفرجات أمريكية، ولدت في 25 مايو 1853 في سولت ليك في الولايات المتحدة، وتوفيت في 23 أبريل 1933 في لوغان في الولايات المتحدة بسبب ذات الرئة.